# Stella Maessen
Stella Maessen (Zandvoort, 6 agosto 1953) è una cantante olandese.
Ha partecipato all'Eurovision Song Contest 1970 in rappresentanza dei Paesi Bassi come membro del gruppo Hearts of Soul, all'edizione 1977 in rappresentanza del Belgio col gruppo Dream Express ed infine nel 1982 da solista, nuovamente come rappresentante del Belgio. In quest'ultima occasione, col brano Si tu aimes ma musique, si è classificata al quarto posto.